# Річард Кентіллон
Річард Кантіллон (Кантільйон) (англ. Richard Cantillon; 1680-ті — травень 1734) — ірландський економіст, автор Essai sur la Nature du Commerce en Général (Есеї про природу торгівлі взагалі), книжки, яку британський економіст кінця XIX ст. Вільям Стенлі Джевонс вважав «початком політичної економії». Хоча небагато відомостей збереглось про життя Кентіллона, відомо, що ще молодим він досяг успіху в торгівлі та банківській справі.
Кентіллон досяг успіху значною мірою завдяки зв'язкам серед бізнесменів та політиків, які він отримав через свою родину та одного з перших роботодавців, Джеймса Бриджеса. Наприкінці 1710-х та на початку 1720-х, Кентіллон спекулював, а згодом допоміг Джону Ло організувати ажіотаж із акціями Компанії Міссісіпі, завдяки якому розбагатів. Однак, це багатство було отримано за рахунок людей, які, позичивши у Кентіллона гроші для придбання акцій, залишилися перед ним у боргу після краху компанії. Розорені 
боржники переслідували Кентіллона позовами до суду і, навіть, замахами на вбивство, аж до його смерті в 1734 році.
Есеї залишились єдиним відомим внеском Кентіллона в економічну науку. Вони були написані близько 1730 року та широко поширювались як рукопис, надруковані були 1755 року. Незважаючи на великий вплив на ранній розвиток фізіократів та класичної школи економіки, Есеї були майже забуті, аж поки наприкінці XIX століття на них не звернув увагу Вільям Стенлі Джевонс, який визнав цю працю першим систематичним трактатом з економіки. 
На праці Кентіллона вплинув досвід роботи банкіром, особливо, спекулятивна бульбашка Компанії Міссісіпі Джона Ло. Також на нього сильно вплинули попередні економісти, особливо Вільям Петті.
Есеї вважають першим повним трактатом з економіки, в якому міститься великий внесок у розвиток науки. Серед них: методологія причинно-наслідкових зв'язків, монетарні теорії, ставлення до підприємця як до носія ризику, та розвиток просторової економіки. Есеї мали істотний вплив на ранній розвиток політичної економії, зокрема, на праці Девіда Юма, Адама Сміта, Анн Тюрґо, та Франсуа Кене.

## Біографія
Мало відомо про подробиці з життя Річарда Кентіллона, вважається, що він народився в 1680-ті в графстві Керрі, Ірландія. Його батько, Річард Кентіллон, був землевласником з Белліхейгу. В середині першого десятиліття XVIII століття, Кентіллон переїздить до Франції, де отримує французьке громадянство. 1711 року Кентіллон вже працював на британського Головного скарбника Джеймса Бриджеса в Іспанії, де він займався організацією виплат британським військовополоненим у Війні за іспанську спадщину. Кентіллон лишився в Іспанії до 1714 року, і до повернення в Париж він заснував декілька підприємств та здобув політичні й бізнесові зв'язки. Потім Кентіллон здобув досвід роботи в банківському секторі, працюючи на двоюрідного брата, який був провідним кореспондентом Паризького відділення родинного банку. Через два роки, завдяки, значною мірою, фінансовій підтримці Джеймса Бриджеса, Кентіллон викупив свого двоюрідного брата та отримав у власність банк. Завдяки фінансовим та політичним зв'язкам, які Кентіллон як через свою родину так і через Джеймса Бриджеса, він виявився досить успішним банкіром, який займався грошовими переказами між Парижем та Лондоном.
У цей час, Кентіллон починає співпрацювати з британським меркантилістом Джоном Ло в Компанії Міссісіпі. На основі монетарної теорії, яку сформулював Вільям Поттер в трактаті «The Key of Wealth» (укр. Ключ до багатства) 1650 року, Джон Ло стверджував, що збільшення пропозиції грошей призведе до початку використання ще незадіяної землі та трудових резервів, що збільшить продуктивність. 1716 року Французький уряд надав йому право заснувати Banque Générale та фактично монопольне право розбудови на Французьких землях у Північній Америці, Компанію Міссісіпі. Натомість, Ло обіцяв Французькому урядові фінансувати борги за низьким відсотком. Ло створив фінансову спекулятивну бульбашку на торгівлі акціями Компанії Міссісіпі, використовуючи фактичну монополію Banque Générale випускати банкноти для фінансування його інвесторів.
Річард Кентіллон заробив великі статки на спекуляції, він придбав акції компанії на початку, та продав їх згодом за роздутими цінами. Фінансовий успіх Кентіллона та посилення його впливу призвели до ускладнень у відносинах з Джоном Ло, і трохи згодом Ло загрожував ув'язнити Кентіллона, якщо він не покине Францію протягом 24 годин. Кентіллон у відповідь заявив: «Я не йтиму геть; натомість, я принесу Вашій системі успіх.» Перед тим, 1718 року Ло, Кентіллон та багатий спекулянт Джозеф Гейдж створили компанію для фінансування подальших спекуляцій нерухомістю в Північній Америці.
1719 року Кентіллон переїжджає з Парижа до Амстердама, повернувшись ненадовго на початку 1720 року. Кентіллон видавав позики в Парижі, а отримував сплату в Лондоні та Амстердамі. Після краху «Міссісіпської бульбашки», Кентіллон зміг зібрати борги разом з нарахованими високими відсотками. Більшість з його боржників сильно постраждали від краху бульбашки і звинувачували Кентіллона аж до його смерті, проти нього було подані численні судові позови та здійснювалось декілька замахів на життя.
16 лютого 1722 року Кентіллон одружився з Мері Махоні, донькою Графа Даніеля о-Махоні — багатого торговця та колишнього ірландського генерала. Після одруження, велику частину 1720-х подружжя провело у подорожах Європою. Кентіллон та Мері мали двох дітей, сина, який помер ще дитиною, та доньку та ім'я Генріетта, яка одружилась з Вільямом Говардом Графом Стеффорда 1743 року. Хоча Кентіллон часто повертався до Парижу з 1729 до 1733 року, його постійним місцем проживання був Лондон. В травні 1734 року його помешкання в Лондоні згоріло вщент, поширена думка, що Кентіллон загинув у пожежі. Хоча причини пожежі нез'ясовані, за найпоширенішим припущенням, вона виникла через підпал. Один з біографів Кентіллона, Антуана Мерфі, висунула іншу теорію, що Кентіллон підлаштував власну смерть аби втекти від переслідування кредиторами, потім він з'явився в Суринам під ім'ям Шевальє де Ловіні.

## Внесок до економіки
Хоча існують свідчення того, що Річард Кентіллон був автором багатьох рукописів, до наших часів зберіглись лише фр. Essai Sur La Nature Du Commerce En Général (Есеї). Написані 1730 року, були видані французькою в 1755 році та були перекладені англійською Генрі Хігсом 1932 року. Незважаючи на докази визначного впливу Есеїв на ранній розвиток економічної науки, трактат Кентіллона залишався непоміченим протягом XIX століття. Наприкінці XIX століття трактат був заново «відкритий» Вільямом Стенлі Джевонсом, який вважав Есеї «початком політичної економії». Відтоді почала зростати увага до Есеїв Кентіллона, завдяки, великою мірою, Генрі Хігсу, Йозефу Шумпетеру, Фрідріху Гаєку та Мюррею Ротбарду з Австрійської школи економіки. Есеї вважають першим повним трактатом з економічної теорії, а Кентіллона називають «батьком економіки підприємств».

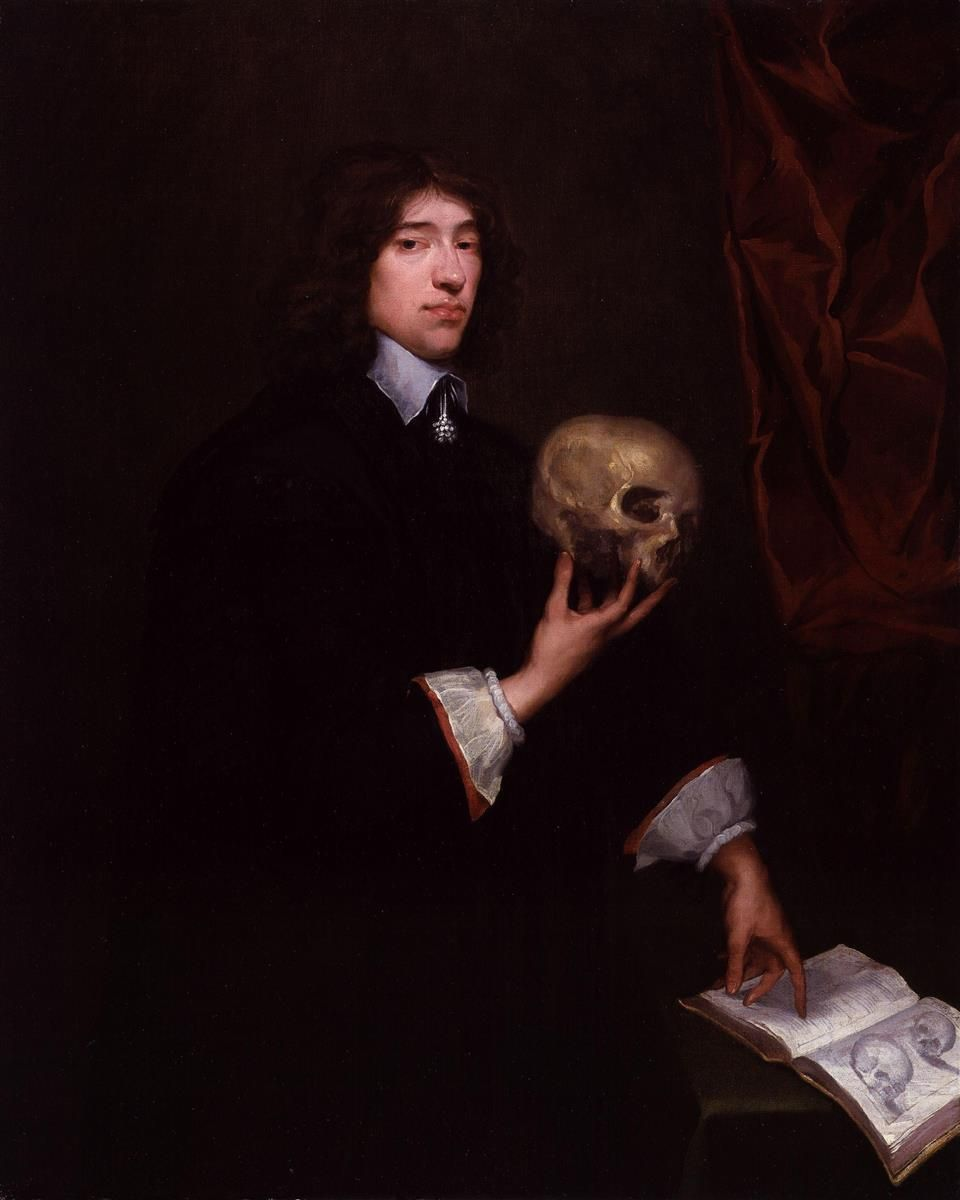
Вважається, що Вільям Петті мав великий вплив на Річарда Кентіллона

Великий вплив на праці Кентіллона мав англійський економіст Вільям Петті та його трактат 1662 року англ. Treatise on Taxes (трактат про податки). Хоча Петті розробив велику частину з основ Есеїв, Ентоні Брюер зазначає, що вплив Петті перебільшений. Окрім Петті, на Кентіллона могли вплинути Джон Лок, Цицерон, Лівій, Пліній Старший, Пліній Молодший, Чарльз Давенант, Едмонд Галлей, Ісаак Ньютон, Себаст'єн ле Претр де Вобан, та Жан Боісар. Досвід, отриманий від участі в спекулятивній бульбашці Джона Ло виявився дуже цінним, і, ймовірно, справив визначний вплив на погляди Кентіллона стосовно взаємозалежності між збільшенням пропозиції грошей, цінами, та виробництвом.

### Методологія
Есеї написані з використанням особливої методології, що вирізняє Кентіллона від своїх попередників меркантилістів. Есеї рясніють словом «природний», що в праці Кентіллона позначає відношення причини та наслідків між економічною діяльністю та явищами. Економіст Мюррей Ротбард зазначає, що Кентіллон був одним з перших, хто став виокремлювати економічні явища та розглядати їх на основі простих моделей, що дозволяють ізолювати змінні, які в інший спосіб ізолювати неможливо. Економіст Йорг Гвідо Хюльсман порівнює деякі з моделей, представлених в Есеях, які вимагають постійної рівноваги, з поняттям «забалансованої економіки» (англ. evenly rotating economy) Людвіга фон Мізеса. Кентіллон часто вдається до поняття ceteris paribus (за інших рівних умов) в спробі позбутись незалежних змінних. Крім того, йому приписують використання методології, схожої на методологічний індивідуалізм Карла Менґера, дослідження методом дедукції складних явищ на основі простих спостережень.
Методологія дослідження причинно-наслідкових зв'язків дала порівняно вільний від оцінок підхід до економічної науки, Кентіллон виступає як незаангажований спостерігач за окремими діями та явищами, зосередившись, лише, на поясненні взаємозалежностей. Це дозволило відокремити економіку від політики та етики значно сильніше, ніж вдавалось меркантилістам до того. Це призвело до суперечок, чи слід вважати Кентіллона меркантилістом, чи одним з перших анти-меркантилістів, оскільки Кентіллон часто називав маніпульовані державою позитивні сальдо зовнішньої торгівлі та нагромадження товарних грошей гарними економічними стимулами. Інші, натомість, вважають, що там, де Кентіллон пропонував деякі з меркантилістських ідей, він, насправді, робив більш нейтральний аналіз та наводив можливі обмеження цих заходів.

### Монетаризм
Відмінності між поглядами меркантилістів та Кентіллона з'являються вже на початку Есеїв, в питаннях про джерело багатства та ціноутворення на ринку. Кентіллон розрізняє багатство та гроші, вважаючи, що багатство «це ніщо інше як їжа, зручності, та задоволення життя.» Кентіллон підтримував теорію «природної» вартості, основаній на використаній землі та праці (собівартості), він також торкнувся теорії суб'єктивної вартості. Кентіллон вважав, що ціни на ринку визначаються не лише природною вартістю, а залежать від попиту та пропозиції. На його думку, ціни на ринку визначаються внаслідок порівняння пропозиції, кількості вибраного товару на окремому ринку з попитом, кількістю грошей, які доступні для обміну. Вірячи в те, що ринкові ціни прямують до природних рівнів, Кентіллон міг відкрити принцип норми прибутку — коливання ринкової ціни на товар можуть призводити до змін в пропозиції, слідом за збільшенням або зменшенням прибутковості виробництва цього товару.
В Есеях Річард Кентіллон розглядає досконаліший варіант кількісної теорії грошей Джона Лока, та звертає увагу на відносній інфляції та швидкості грошей. Кентіллон вважав, що інфляція виникає поступово, і що нові гроші мають обмежений вплив на інфляцію, тобто, фактично запровадивши поняття не нейтральності грошей. Крім того, він стверджував, що перші власники нових грошей, мають перевагу в порівнянні з наступними власниками. Поняття відносної інфляції, або непропорційного зростання цін на різні товари, називають ефектом Кентіллона. Також Кентіллон вважав, що на ціни впливає зміна швидкості грошей (кількість обмінів за певний проміжок часу), але не так сильно, як кількість грошей. Хоча він вважав, що грошова маса складається лише з металевих монет, він припускав, що збільшення кількості замінників грошей, або банкнот, може впливати на ціни через збільшення швидкості обігу депонованих монет. Крім того, щоб розрізняти гроші та замінники грошей, він також розрізняв банкноти, як квитанції на депоновані монети, та банкноти, які знаходяться в обігу понад кількості депонованих монет, або паперові гроші. При цьому, обсяг паперових грошей суворо обмежений довірою людей до них та вірою в можливість обміняти їх на справжні гроші. Він вважав паперові гроші корисним засобом подолання негативного тиску, який має запасання монети на швидкість грошей.
Розглядаючи віру меркантилістів в те, що монетарні інтервенції можуть призвести до постійного бажаного торговельного балансу, Кентіллон розробив теорію обігу монет, намітивши теорії міжнародної монетарної рівноваги. Він припустив, що в країнах, де в обігу знаходиться багато грошей, зростуть ціни, й стануть менш конкурентноспроможними в порівнянні з країнами, де грошей в обігу не багато. Так, Кентіллон вважав, що збільшення пропозиції грошей, незалежно від причини, збільшує рівень цін і, таким чином, зменшує конкурентоспроможність промисловості окремої країни в порівнянні з країною з нижчими цінами. Однак, Кентіллон не вірив в те, що міжнародні ринки прямують до рівноваги, натомість, вважав, що уряди мають нагромаджувати монету, аби запобігти зростанню цін та падінню конкурентоспроможності. Крім того, він вважав, що сприятливий торговельний баланс можна підтримувати пропонуючи найкращий товар та утримуючи конкурентоспроможність. Прагнення Кентіллона до встановлення сприятливого торговельного балансу може походити від віри меркантилістів в те, що обмін є грою з нульовою сумою, де одна сторона виграє за рахунок іншої.
Трактат також містить порівняно розвинену теорію процентів. Кентіллон вважав, що процент виникає через потребу боржників в капіталі, та через страх кредиторів зазнати збитків, тому боржники мають компенсувати кредиторам ризик можливого неповернення кредиту. Натомість, проценти сплачують за рахунок отриманих прибутків з інвестованого капіталу. У ті часи вважалось, що ставка проценту залежить від кількості грошей, натомість, Кентіллон стверджував, що ставка проценту залежить від попиту та пропозиції на ринку позик — цей винахід зазвичай приписують шотландському філософу Девіду Юму. В той час, як заощадження впливають на ставку процента, нові гроші, направлені на споживання, не впливають; таким чином, теорія проценту Кентіллона подібна до теорії переваги ліквідності Джона Мейнарда Кейнса.

### Інше
Зазвичай, винахід та впровадження поняття підприємець приписують Жану-Батісту Сею, але насправді саме Кентіллон вперше використав цей термін в Есеях. Кентіллон поділив суспільство на два основних класи — наймані працівники з фіксованою зарплатою, та на людей з нефіксованим доходом. Підприємці, за Кентіллоном, отримують нефіксований дохід, сплачуючи визначені суми за виробництво, через спекулятивну невизначеність пристосування до попиту на їхній товар. Кентіллон, створивши фундамент, не розробив теорії невизначеності — ця тема лишалась без уваги до XX століття, коли до неї повернулись, зокрема, Людвіг фон Мізес, Френк Найт, та Джон Мейнард Кейнс. Крім того, на відміну від попередніх теорій підприємництва, які розглядали підприємця як порушника спокою, Кентіллон дотримувався поглядів, згідно з якими підприємець врівноважував ринок правильними прогнозами вподобань споживача.
Просторова економіка звертає увагу на відстані та площі, та як вони можуть впливати на ринок через транспортні витрати та географічні обмеження. Створення просторової економіки зазвичай приписують німецькому економісту Йоганну фон Тюнену; однак, Кентіллон займався дослідженням просторової економіки майже за століття до того. Кентіллон інтегрував свої досягнення в теорії просторової економіки в мікроекономічний аналіз ринку, описавши в який спосіб транспортні витрати впливають на розташування фабрик, ринків, та населених пунктів — люди намагаються зменшити транспортні видатки. Результати з просторової економіки були отримані на основі трьох припущень: ціна на матеріали однакової якості завжди вище поблизу столиці, через транспортні видатки; транспортні видатки залежать від способу транспортування (наприклад, транспортування водними шляхами вважалось дешевшим за транспортування наземними шляхами); та більші товари, які важче транспортувати, завжди дешевші поблизу місця виготовлення. Наприклад, Кентіллон вважав, що ринки мають бути розташовані в такий спосіб, аби зменшувати витрати часу та грошей як для продавців, так і для покупців. Аналогічно, Кентіллон стверджував, що розмежування міст було, великою мірою, наслідком багатства своїх мешканців — багаті могли дозволити собі жити далі від своєї власності. В Есеях, теорія просторової економіки була використана для пояснення географічного розташування ринків, та чому ціни різняться на різних ринках.

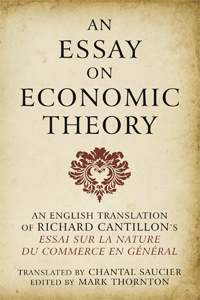
Обкладинка Есеїв в редакції Інституту імені Людвіга фон Мізеса

Окрім започаткування теорій підприємництв та просторової економіки, Кентіллон також розробив теорію зростання населення. На відміну від Вільяма Петті, який вважав, що завжди існує багато невикористаної землі та економічні можливості для підтримки економічного зростання, Кентіллон вважав, що населення зростає лише тоді, коли наявні економічні можливості. Зокрема, Кентіллон назвав три визначальних параметри, які впливають на зростання населення: природні ресурси, технології та культура. Тобто, населення зростає лише тією мірою, якою дозволяють три згадані змінні. Крім того, теорія зростання населення Кентіллона була сучаснішою за теорію Мальтуса в тому сенсі, що Кентіллон визнавав набагато ширшу категорію чинників, які впливають на ріст населення, включно зі схильністю зменшення темпів приросту до нуля разом з тим, як суспільство стає більш індустріалізованим.

## Вплив
Хоча, через сувору цензуру у Франції тих часів, Есеї не були надруковані до 1755 року, вони були широко поширені у вигляді рукописів, поки над ними не була завершена робота, і їх не було видано друком. Вони мали помітний вплив на безпосередніх попередників класичної школи, включно з фізіократами, Анн Тюрґо, та Девіда Юма. Кентіллон справив велике враження на фізіократа Франсуа Кене, який міг дізнатись про праці Кентіллона від Віктора де Рікетті, маркіза де Мірабо. Хоча вплив Есеїв на Кене незаперечний, його ступінь лишається невизначеним. Існують свідчення того, що Кене не повністю розумів, або був ознайомлений з теоріями Кентіллона не повністю. Багато поглядів Кене на економіку були висвітлені в Есеях, але Кене відкинув декілька припущень Кентіллона, зокрема, обмеженість доступної землі та теорію росту населення. Також, Кене визнав дефіцит капіталу та накопичення капіталу як передумови для інвестицій. Також, ймовірно, що Кентіллон мав вплив на Джеймса Стюарта.
Кентіллон належить до небагатьох економістів, на яких посилається Адам Сміт, який запозичив у Кентіллона теорію життєво мінімальних заробітних плат. Ймовірно, на велику частину економічних теорії Адама Сміта мав прямий вплив Кентіллон, хоча в багатьох аспектах Адам Сміт набагато далі розвинув теорії Кентіллона. Деякі історики економісти стверджують, що Адам Сміт небагато створив власним розумом, зокрема, Йозеф Шумпетер та Мюррей Ротбард. У будь-якому випадку, завдяки впливу на Адама Сміта та фізіократів, Кентіллон, цілком ймовірно, був економістом до-класичного періоду, який зробив найбільший внесок в ідеї класичної школи. Як приклад, можна навести вплив Кентіллона на Жана-Батіста Сея, який можна впізнати у використаній методології в Трактаті з політичної економії.